# Photinia microcarpa
Photinia microcarpa är en rosväxtart som beskrevs av Paul Carpenter Standley. Photinia microcarpa ingår i släktet Photinia och familjen rosväxter.

## Underarter
Arten delas in i följande underarter:
- P. m. elliptica
- P. m. hintonii
- P. m. microcarpa
- P. m. brevis
- P. m. hintonii